# Фримль, Рудольф
Ру́дольф Фримль (англ. Rudolf Friml или Rudolph Friml; 7 декабря 1879 — 12 ноября 1972) — чешский и американский композитор и пианист, автор популярных песен и оперетт (мюзиклов), среди которых наиболее известна оперетта «Роз-Мари» (1924).

## Биография
Фримль родился в Праге, в семье еврея-булочника. Учился в Пражской консерватории у Дворжака и Йозефа Фёрстера, 
показав выдающиеся способности (закончил 6-летний курс за три года). В этот период Фримль сочинял и собственную музыку — как классическую, так и лёгкую.
По окончании обучения работал аккомпаниатором у виолончелиста Яна Кубелика, вместе с которым гастролировал в разных странах. На гастролях в США в 1904 году он принял решение остаться в этой стране.
Американский концертный дебют Фримля состоялся в Карнеги-Холл (1904). Затем он с успехом выступал в Нью-Йорке, Лос-Анджелесе и других городах.
В 1909 году женился на Матильде Барух (Mathilda Baruch). У них родились сын и дочь. Позже супруги развелись, и второй женой Фримля стала Кэй Вонг (Kay Wong Ling), родившая Фримлю второго сына.
В 1912 году была поставлена первая оперетта Фримля, «Светлячок». История её появления напоминает опереточный сюжет. В американской оперетте тогда царил Виктор Герберт. Ему бродвейский театр заказал музыку «Светлячка» и предоставил готовое либретто. Однако Герберт разругался с примадонной Эммой Трентини и отказался от работы над опереттой. Заказ решили передать Фримлю, который в это время зарекомендовал себя не только как первоклассный композитор, но и как автор популярных песен. Через месяц Фримль передал готовый клавир, и оперетта имела ошеломляющий успех.
Несколько следующих оперетт Фримля были также удачны, хотя и в меньшей мере, чем «Светлячок». Он пишет также песни и музыкальные номера для различных театров, часто под псевдонимом «Родерик Фримен» (Roderick Freeman).
В 1924 году Фримль написал оперетту «Роз-Мари» (при участии композитора Герберта Стотхарта), которая  принесла Фримлю подлинный триумф и международное признание. В этой оперетте всё было оригинально — от музыки, яркой и красочной, и до непривычного для оперетты детективного сюжета. Две следующие оперетты, «Король бродяг» (1925) и «Три мушкетёра» (1928), также оказались первоклассными произведениями.
С появлением звукового кино (1929) Фримль часто пишет киномузыку. Лучшие его оперетты также неоднократно экранизировались; для фильма «Роз-Мари» 1954 года Фримль написал несколько дополнительных номеров. К концу 1930-х годов, однако, музыка Фримля выходит из моды и теряет популярность.
В 1969 году Америка отмечает 90-летие Фримля.
Умер Фримль в 1972 году в Лос-Анджелесе, похоронен в мемориальном парке Форест-Лаун в калифорнийском Глендейле. Его вторая жена прожила 94 года (1913—2007), похоронена рядом с ним.

## Творчество
Кроме оперетт и киномузыки, Фримль написал пьесу для скрипки и фортепиано, концерт для фортепиано с оркестром, «Чешские танцы» и сюиты для симфонического оркестра, песни и джазовую музыку.
Список оперетт:
- «Светлячок» (The Firefly, 1912)
- High Jinks (1913)
- «Катинка» (Katinka, 1915)
- Kitty Darlin' (1917)
- «Когда-нибудь» (Sometime, 1918)
- «Глорианна» (Glorianna, 1918)
- Tumble In (1919)
- «Любовь в июне» (June Love, 1921)
- «Зола» (Cinders, 1923)
- «Роз-Мари» (Rose Marie, 1924)
- «Король бродяг» (The Vagabond King, 1925)
- «Дикая роза» (The Wild Rose, 1926)
- «Белый орёл» (White Eagle, 1927)
- «Три мушкетёра» (The Three Musketeers, 1928)
- «Луана» (Luana, 1930)
- Music Hath Charms (1934)

## Фильмография
См. Список фильмов с музыкой Фримля